# マット・ハービー
マシュー・エドワード・ハービー（Matthew Edward Harvey, 1989年3月27日 - ）は、アメリカ合衆国コネチカット州ニューロンドン出身の元プロ野球選手（投手）。右投右打。
愛称はリアル・ディール (Real Deal)、ザ・ダークナイト・オブ・ゴッサム (The Dark Knight of Gotham)。

## 経歴

### プロ入り前
2007年のMLBドラフト3巡目（全体118位）でロサンゼルス・エンゼルス・オブ・アナハイムから指名を受けるが契約せず、ノースカロライナ大学チャペルヒル校に進学した。

### プロ入りとメッツ時代

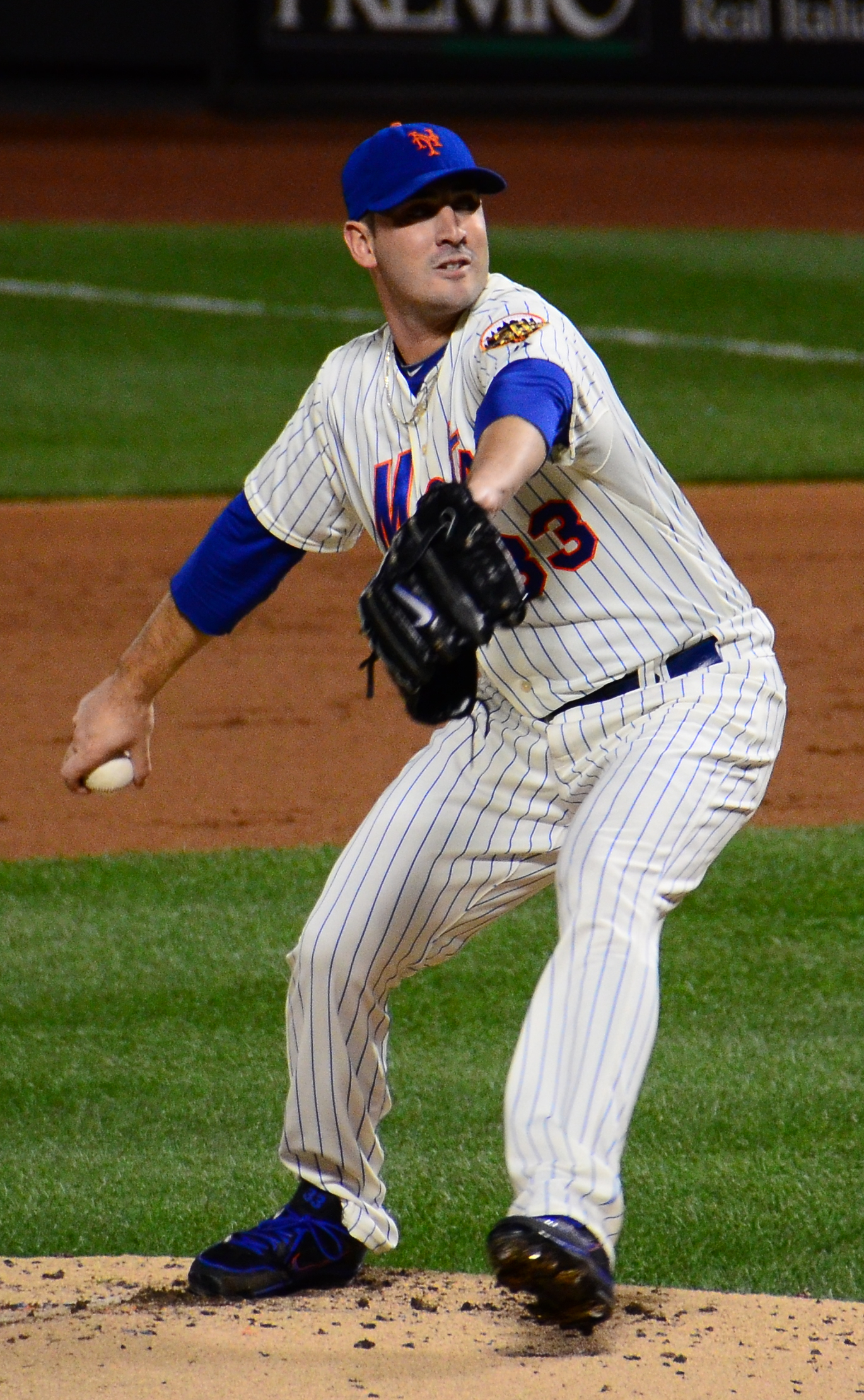
ニューヨーク・メッツ時代
(2012年9月19日)

2010年のMLBドラフト1巡目（全体7位）でニューヨーク・メッツから指名され、プロ入り。
2011年にA+級セントルーシー・メッツでプロデビュー。AA級ビンガムトン・メッツでもプレーし、2球団合計で26試合に登板して13勝5敗、防御率3.32、156奪三振を記録する。
2012年7月26日のアリゾナ・ダイヤモンドバックス戦でメジャーデビュー。5.1イニングを11奪三振無失点の好投で初勝利を挙げる。打撃でも2安打を記録し、デビュー戦で二桁奪三振と複数安打を同時に記録したのは史上初だった。同年は10試合に先発し、3勝5敗ながら防御率2.73、奪三振率10.62という成績を残した。
2013年は開幕から先発ローテーションに定着。4月は6試合に登板して4勝0敗、40.2回、防御率1.56、46奪三振などの好成績でピッチャー・オブ・ザ・マンスを初受賞した。5月7日のシカゴ・ホワイトソックス戦で7回2死までパーフェクトに抑え、9回まで1安打無四球12奪三振と好投したが、援護がなく勝利は付かなかった。7月16日にメッツの本拠地シティ・フィールドで行われたオールスターゲームでは先発投手を務め、2イニングを無失点に抑えた。8月7日のコロラド・ロッキーズ戦で、4安打、無四球、6奪三振、106球で初の完投・完封勝利を記録した。8月24日の登板の後、右肘の尺側側副靱帯の部分断裂が発覚し、シーズンを終えた。この年は26試合、9勝、178.1回、防御率2.27（リーグ3位）、WHIP0.931（同2位）、被打率.206（同5位）、K/BB 6.16（同3位）と大活躍し、サイ・ヤング賞の投票では3位に入った。オフの10月4日に右肘の手術を行うことを発表し、10月22日にトミー・ジョン手術を受けた。
2014年は前年の手術の影響で、マイナーを含めても実戦復帰することはなかった。
2015年4月9日、開幕3試合目で1年7ヶ月ぶりに復帰し、6回無失点で勝利投手となった。この年は29試合、13勝、189.1回、防御率2.71（リーグ6位）、WHIP1.019（同7位）、被打率.219（同6位）、K/BB 5.08（同6位）、最速99.4mph（約160.0km/h）を記録するなど手術前と変わらぬ活躍で、チームにとって9年ぶりの地区優勝に貢献した。手術明けのシーズンのため、代理人のスコット・ボラスや執刀医のジェームズ・アンドリュースなどが登板イニング制限を提言したものの、ポストシーズンでも4試合に登板し、26.2回、防御率3.04と安定した投球でリーグ優勝に貢献した。オフにはカムバック賞を受賞した。
2016年は、開幕から調子の上がらないピッチングが続き、7月6日に肩の不調で故障者リスト入りすると、手術を受け、このままシーズン終了となった。この年は17試合に先発登板して防御率4.86、4勝10敗、WHIP1.47に終わった。
2017年はさらに調子を落とし、19試合登板で防御率6.70、5勝7敗、WHIP1.69に終わった。
2018年5月5日にDFAとなった。

### レッズ時代

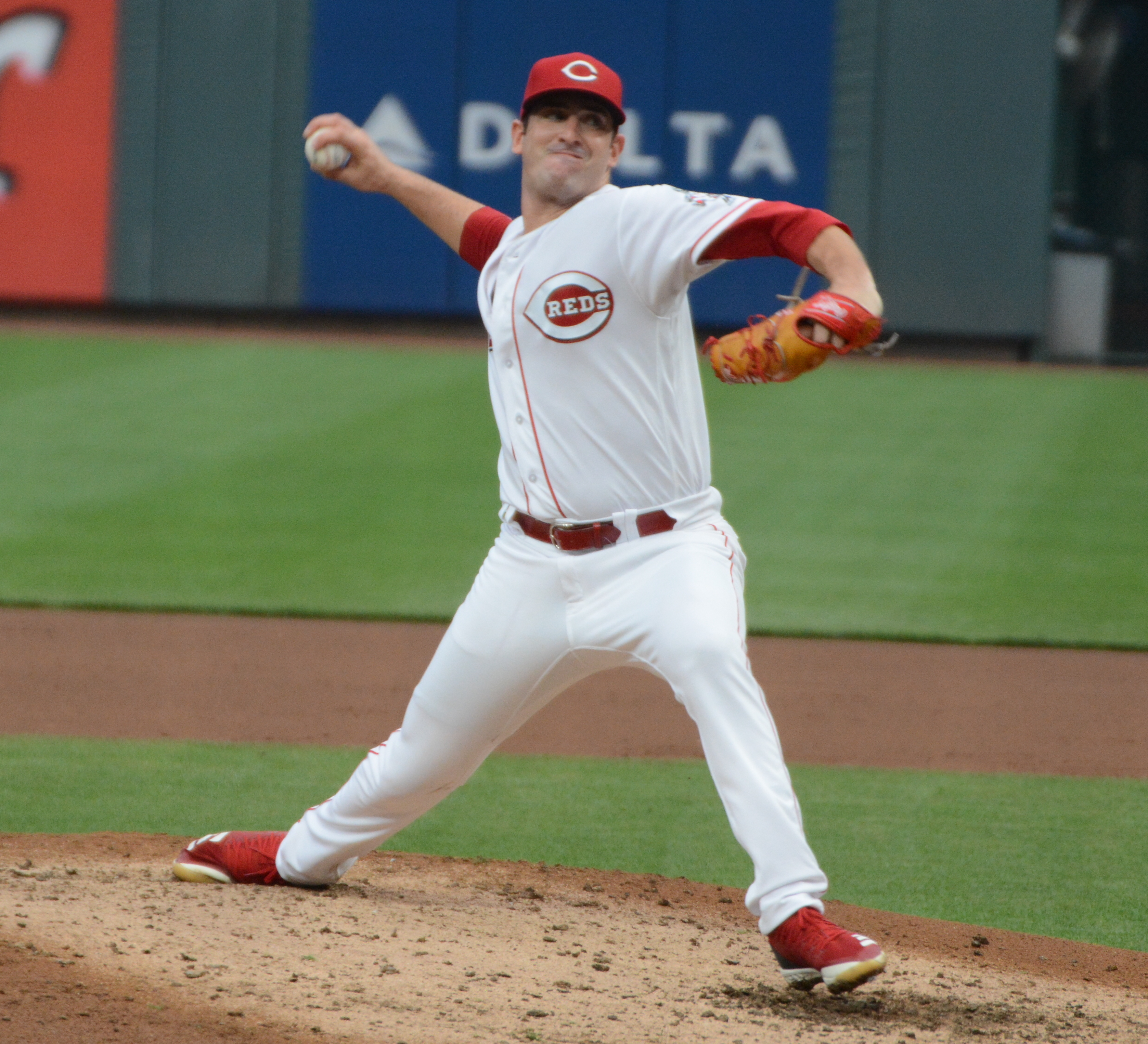
シンシナティ・レッズ時代
(2018年8月11日)

2018年5月8日にデビン・メソラコとのトレードで、シンシナティ・レッズへ移籍した。移籍後は24試合に先発し7勝7敗、防御率4.50とやや持ち直した。オフの10月29日にフリーエージェント（FA）となった。

### エンゼルス時代
2018年12月21日にエンゼルスと1年1100万ドル+出来高300万ドルで契約を結んだ。
2019年は12先発で3勝5敗、防御率7.09という自己ワーストの成績に終わった。7月19日にDFAとなり、21日にFAとなった。

### アスレチックス傘下時代
2019年8月15日にオークランド・アスレチックスとマイナー契約を結んだ。オフにFAとなった。

### ロイヤルズ時代
2020年7月28日にカンザスシティ・ロイヤルズとマイナー契約を結んだ。8月18日、翌19日付けでメジャー契約を結んでアクティブ・ロースター入りすると報じられた。オフの10月28日にFAとなった。

### オリオールズ時代
2021年2月17日にボルチモア・オリオールズとマイナー契約を結んだ。メジャーに昇格した場合は給与として100万ドルが支払われる。3月25日にメジャー契約を結んでアクティブ・ロースター入りし、開幕をMLBで迎えた。4月3日のレッドソックス戦でオリオールズ移籍後初登板を果たした。5月11日にシティ・フィールドで行われた古巣のメッツ戦では、現地のメッツファンからスタンディングオーべションを受けた。オフの11月3日にFAとなった。
2022年2月15日、2019年7月にタイラー・スカッグスが急死した原因となった薬物を提供したとして、元エンゼルス球団職員のエリック・ケイがテキサス州連邦当局から2つの容疑で起訴された裁判で、ハービーはコカインを使用した事を認めた。4月8日にオリオールズとマイナー契約で再契約を結んだ。5月17日にMLBから禁止薬物の提供に関わったとして60試合の出場停止処分が下された。11月10日にFAとなった。

### オリオールズ退団後
2023年3月に行われた第5回WBCではイタリア代表に選出され、2試合に先発し防御率1.29を記録した。同年5月5日、自身のSNS上にて現役引退を発表した。

## 投球スタイル
| 球種           | 配分 % | 平均球速 mph (km/h) | 水平運動 in | 鉛直運動 in |
| -------------- | ------ | ------------------- | ----------- | ----------- |
| フォーシーム   | 45     | 94 (151)            | -7          | 8           |
| スライダー     | 27     | 88 (141)            | 2           | 3           |
| カーブ         | 15     | 82 (132)            | 2           | -5          |
| チェンジアップ | 10     | 86 (139)            | -8          | 6           |
| シンカー       | 3      | 94 (152)            | -6          | 6           |

スリークォーターから繰り出す手元で浮き上がるようなフォーシーム、鋭く曲がり落ちるスライダー、カーブ、チェンジアップを武器とする。フォーシームは常時90mph中盤、最速100.1mph（約161.0km/h、2013年6月18日計測）、スライダーは常時90mph前後を計時する。

## 人物
ニューヨーク・メッツ時代は、高級スポーツカーのマセラティを所有するなど、派手な生活を送ることで知られていた。
数々のファッションモデルとの交際を目撃されたことから、ニューヨーク・メディアのゴシップ欄では”ロサリオ（女たらし）”と称されていた。2017年5月、当時交際していたスーパーモデルのアドリアナ・リマと、彼女の元恋人でNFLのワイドレシーバーであるジュリアン・エデルマンが、一緒にパーティーに参加している写真を見たことで精神的に落ち込み、所属していたメッツの試合を休んだ。その後、メッツはハービーに対し、3日間の出場停止処分を科した。
2013年5月に、米誌「スポーツ・イラストレイテッド」の表紙を飾り、”ゴッサム（ニューヨークの別称）のダーク・ナイト”と名付けられた。彼は子供時代からバットマンのファンで、自身が使用するバットのグリップエンドに「DARK KNIGHT」の文字を刻んでいる。同年7月には、米誌「ESPNマガジン」の企画ザ・ボディイシューで、ヌードを披露した。

## 詳細情報

### 年度別投手成績
| 年 度    | 球 団    | 登 板 | 先 発 | 完 投 | 完 封 | 無 四 球 | 勝 利 | 敗 戦 | セ 丨 ブ | ホ 丨 ル ド | 勝 率 | 打 者 | 投 球 回 | 被 安 打 | 被 本 塁 打 | 与 四 球 | 敬 遠 | 与 死 球 | 奪 三 振 | 暴 投 | ボ 丨 ク | 失 点 | 自 責 点 | 防 御 率 | W H I P |
| -------- | -------- | ----- | ----- | ----- | ----- | -------- | ----- | ----- | -------- | ----------- | ----- | ----- | -------- | -------- | ----------- | -------- | ----- | -------- | -------- | ----- | -------- | ----- | -------- | -------- | ------- |
| 2012     | NYM      | 10    | 10    | 0     | 0     | 0        | 3     | 5     | 0        | 0           | .375  | 245   | 59.1     | 42       | 5           | 26       | 0     | 3        | 70       | 3     | 0        | 19    | 18       | 2.73     | 1.15    |
| 2013     | NYM      | 26    | 26    | 1     | 1     | 1        | 9     | 5     | 0        | 0           | .643  | 690   | 178.1    | 135      | 7           | 31       | 1     | 4        | 191      | 2     | 0        | 46    | 45       | 2.27     | 0.93    |
| 2015     | NYM      | 29    | 29    | 0     | 0     | 0        | 13    | 8     | 0        | 0           | .619  | 755   | 189.1    | 156      | 18          | 37       | 2     | 5        | 188      | 4     | 0        | 62    | 57       | 2.71     | 1.02    |
| 2016     | NYM      | 17    | 17    | 0     | 0     | 0        | 4     | 10    | 0        | 0           | .286  | 402   | 92.2     | 111      | 8           | 25       | 1     | 1        | 76       | 4     | 0        | 55    | 50       | 4.86     | 1.47    |
| 2017     | NYM      | 19    | 18    | 0     | 0     | 0        | 5     | 7     | 0        | 0           | .417  | 431   | 92.2     | 110      | 21          | 47       | 3     | 6        | 67       | 6     | 1        | 70    | 69       | 6.70     | 1.69    |
| 2018     | NYM      | 8     | 4     | 0     | 0     | 0        | 0     | 2     | 0        | 0           | .000  | 123   | 27.0     | 33       | 6           | 9        | 0     | 1        | 20       | 1     | 0        | 21    | 21       | 7.00     | 1.56    |
| 2018     | CIN      | 24    | 24    | 0     | 0     | 0        | 7     | 7     | 0        | 0           | .500  | 540   | 128.0    | 132      | 21          | 28       | 2     | 5        | 111      | 1     | 1        | 66    | 64       | 4.50     | 1.25    |
| '18計    | CIN      | 32    | 28    | 0     | 0     | 0        | 7     | 9     | 0        | 0           | .438  | 663   | 155.0    | 165      | 27          | 37       | 2     | 6        | 131      | 2     | 1        | 87    | 85       | 4.94     | 1.30    |
| 2019     | LAA      | 12    | 12    | 0     | 0     | 0        | 3     | 5     | 0        | 0           | .375  | 266   | 59.2     | 63       | 13          | 29       | 0     | 3        | 39       | 3     | 0        | 48    | 47       | 7.09     | 1.54    |
| 2020     | KC       | 7     | 4     | 0     | 0     | 0        | 0     | 3     | 0        | 0           | .000  | 65    | 11.2     | 27       | 6           | 5        | 0     | 0        | 10       | 0     | 0        | 15    | 15       | 11.57    | 2.74    |
| 2021     | BAL      | 28    | 28    | 0     | 0     | 0        | 6     | 14    | 0        | 0           | .300  | 582   | 127.2    | 160      | 19          | 37       | 1     | 5        | 95       | 3     | 0        | 96    | 89       | 6.27     | 1.54    |
| MLB：9年 | MLB：9年 | 180   | 172   | 1     | 1     | 1        | 50    | 66    | 0        | 0           | .431  | 4099  | 966.1    | 969      | 124         | 274      | 10    | 33       | 867      | 27    | 2        | 498   | 475      | 4.42     | 1.29    |

### WBCでの投手成績
| 年 度 | 代 表    | 登 板 | 先 発 | 勝 利 | 敗 戦 | セ ｜ ブ | 打 者 | 投 球 回 | 被 安 打 | 被 本 塁 打 | 与 四 球 | 敬 遠 | 与 死 球 | 奪 三 振 | 暴 投 | ボ ｜ ク | 失 点 | 自 責 点 | 防 御 率 |
| ----- | -------- | ----- | ----- | ----- | ----- | -------- | ----- | -------- | -------- | ----------- | -------- | ----- | -------- | -------- | ----- | -------- | ----- | -------- | -------- |
| 2023  | イタリア | 2     | 2     | 1     | 0     | 0        | 27    | 7.0      | 4        | 1           | 1        | 0     | 1        | 3        | 0     | 0        | 1     | 1        | 1.29     |

- 太字は大会最高

### 表彰
- ピッチャー・オブ・ザ・マンス：1回（2013年4月）
- カムバック賞：1回（2015年）
- プレイヤー・オブ・ザ・ウィーク：1回（2013年4月8日 - 4月14日）

### 記録
- MLBオールスターゲーム選出：1回（2013年）

### 背番号
- 33（2012年 - 2018年5月4日、2019年 - 2020年）
- 32（2018年5月11日 - 2021年）

### 代表歴
- 2023 ワールド・ベースボール・クラシック・イタリア代表